# 黑海歐白魚
黑海歐白魚（学名：Alburnus sarmaticus）為輻鰭魚綱鯉形目雅羅魚科歐白魚屬的其中一種，分布於歐洲烏克蘭南布格河和第聶伯河、羅馬尼亞多瑙河流域。該魚體長可達25公分，棲息在大河、河口、湖泊及鄰近海域，可耐受的鹽度高達12ppt。
成魚主要捕食浮游甲殼類動物、陸生昆蟲和小魚，幼魚以浮游動物、藻類和昆蟲幼蟲為食。有半溯河和河流族群，溯河族群在秋季開始進入河流，並在冬季或春季向上游移動。成魚產卵後很快就回到海裡覓食，同年秋季或次年春季，幼體向下游遷移。
在20世紀初期和中期，由於棲地破壞阻礙了它們到達產卵地，所有族群數量都急劇下降。
該魚被IUCN列為瀕危保育類動物。

## 扩展阅读
維基物種上的相關：黑海歐白魚